# تپه گیلانی
تپه گیلانی مربوط به دوران پیش از تاریخ ایران باستان -هزاره ۱ قبل از میلاد است و در شهرستان کردکوی، بخش مرکزی، روستای النگ واقع شده و این اثر در تاریخ ۱۰ بهمن ۱۳۸۳ با شمارهٔ ثبت ۱۱۳۳۱ به‌عنوان یکی از آثار ملی ایران به ثبت رسیده است.